# Daniel Ros Gómez
Daniel Ros Gómez (Alicante, 8 novembre 1993) è un taekwondoka spagnolo.

## Palmarès
- Europei

Kazan 2018: argento negli 87 kg.
- Giochi europei

Baku 2015: bronzo nei +80 kg.